# 洛-巴拉尼亚斯
洛-巴拉尼亚斯（法語：Lau-Balagnas，法語發音：[lo balaɲas]）是法国上比利牛斯省的一个市镇，位于该省西南部，属于阿热莱斯加佐斯特区。该市镇于1846年由原市镇洛村（Lau）和巴拉尼亚斯（Balagnas）合并而成。

## 地理
洛-巴拉尼亚斯（42°59'44"N, 0°5'31"W）面积2.9 平方千米，位于法国奧克西塔尼大區上比利牛斯省，该省份为法国西南部内陆省份，北至热尔省，西接大西洋比利牛斯省，南与西班牙接壤，东临上加龙省。
与洛-巴拉尼亚斯接壤的市镇（或旧市镇、城区）包括：阿热莱斯加佐斯特、阿尔西藏阿旺、艾罗斯-阿尔布伊克斯、博桑斯、普雷沙克、圣萨万、阿达斯。
洛-巴拉尼亚斯的时区为UTC+01:00、UTC+02:00（夏令时）。

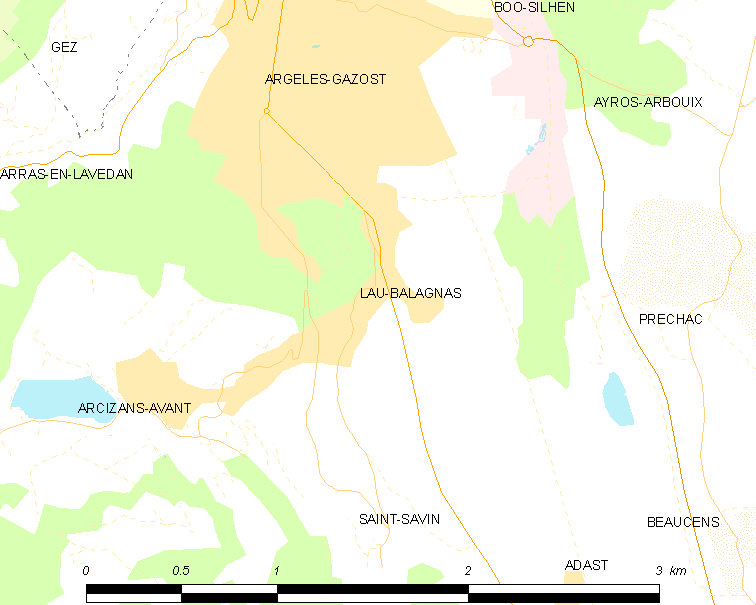
洛-巴拉尼亚斯的OSM定位图

## 行政
洛-巴拉尼亚斯的邮政编码为65400，INSEE市镇编码为65267。

## 政治
洛-巴拉尼亚斯所属的省级选区为激流谷县。

## 人口

1962-2008年间洛-巴拉尼亚斯人口变化图示

洛-巴拉尼亚斯于2022年1月1日时的人口数量为508人。